# Cytochrom

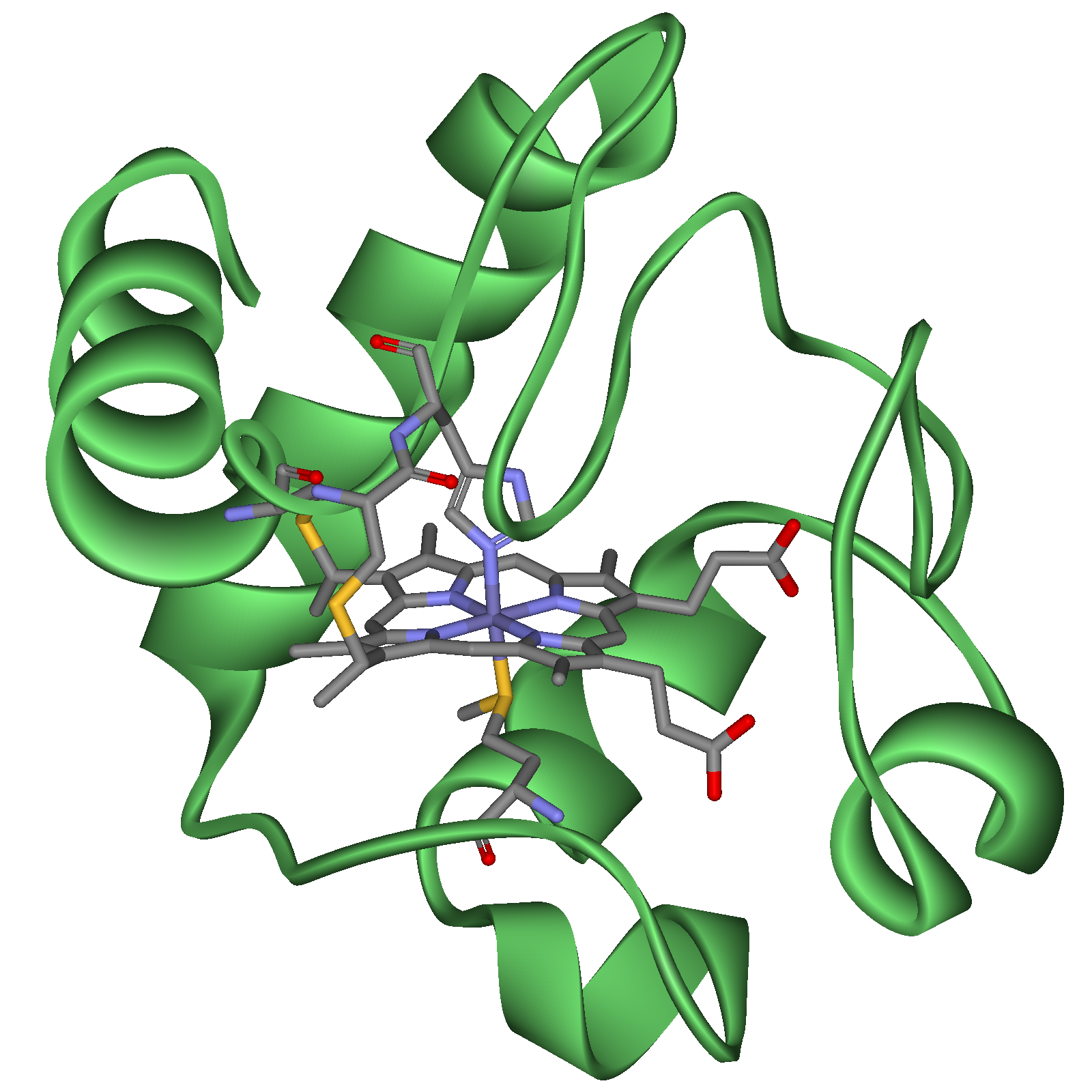
Cytochrom c s hemem c.

Cytochrom je označení pro bílkoviny vázané na membrány a obsahující ve své molekule hemové skupiny, které zajišťují přenos elektronů tak, že se navázané ionty železa střídavě redukují a oxidují z Fe2+ na Fe3+ a zpátky.

## Výskyt
Vyskytují se buď jako monomerní bílkoviny (např. cytochrom c), nebo jako podjednotky větších enzymatických komplexů, které katalyzují redoxní reakce. Nacházejí se na vnitřní membráně mitochondrií eukaryot, v chloroplastech rostlin, u fotosyntetizujících mikroorganismů a u bakterií.

## Klasifikace
Cytochromy se obvykle dělí podle typu navázané hemové skupiny, nebo podle vlnové délky maximální absorpce.
- cytochrom a – obsahuje hem a, tzn. formylový postranní řetězec[3]
- cytochrom b – obsahuje hem b (bez formylu); hemová skupina není navázána na protein kovalentně[3]
- cytochrom c – definován na základě chemické struktury[4]; konkrétně hem je navázán na protein kovalentní vazbou[3]
- cytochrom d – obsahuje tetrapyrrolový cyklus s chelátem nebo železem a stupeň konjugace je nižší než u porfyrinu[3]